# Aframomum laxiflorum
Aframomum laxiflorum là một loài thực vật có hoa trong họ Gừng. Loài này được Loes. ex Lock mô tả khoa học đầu tiên năm 1976.